# شنکیل
شهر شنکیل (به انگلیسی: Shankill) با جمعیت ۱۳٫۲۲۳ نفر در شهرستان دوبلین در کشور جمهوری ایرلند واقع شده‌است.

## نگارخانه

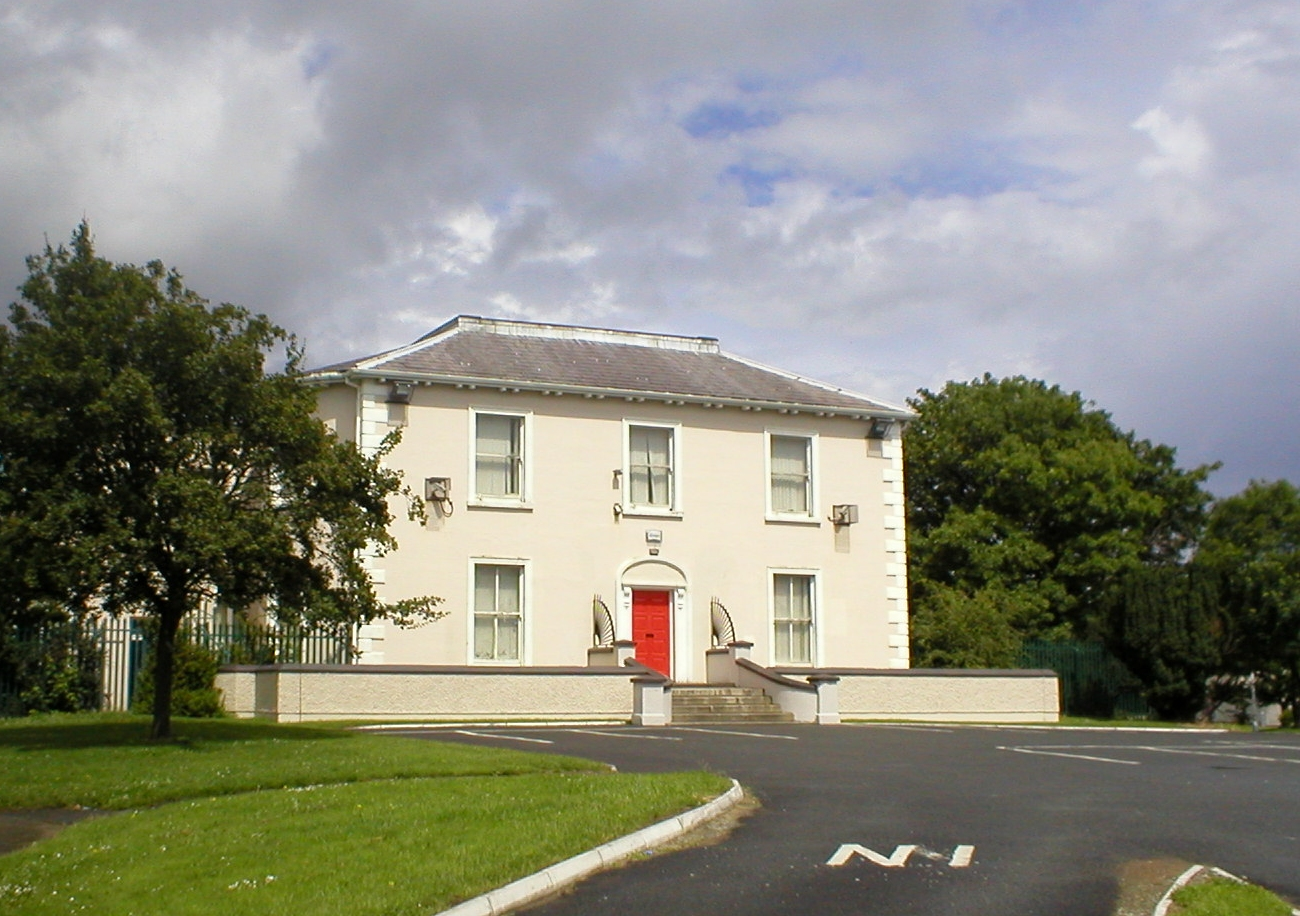
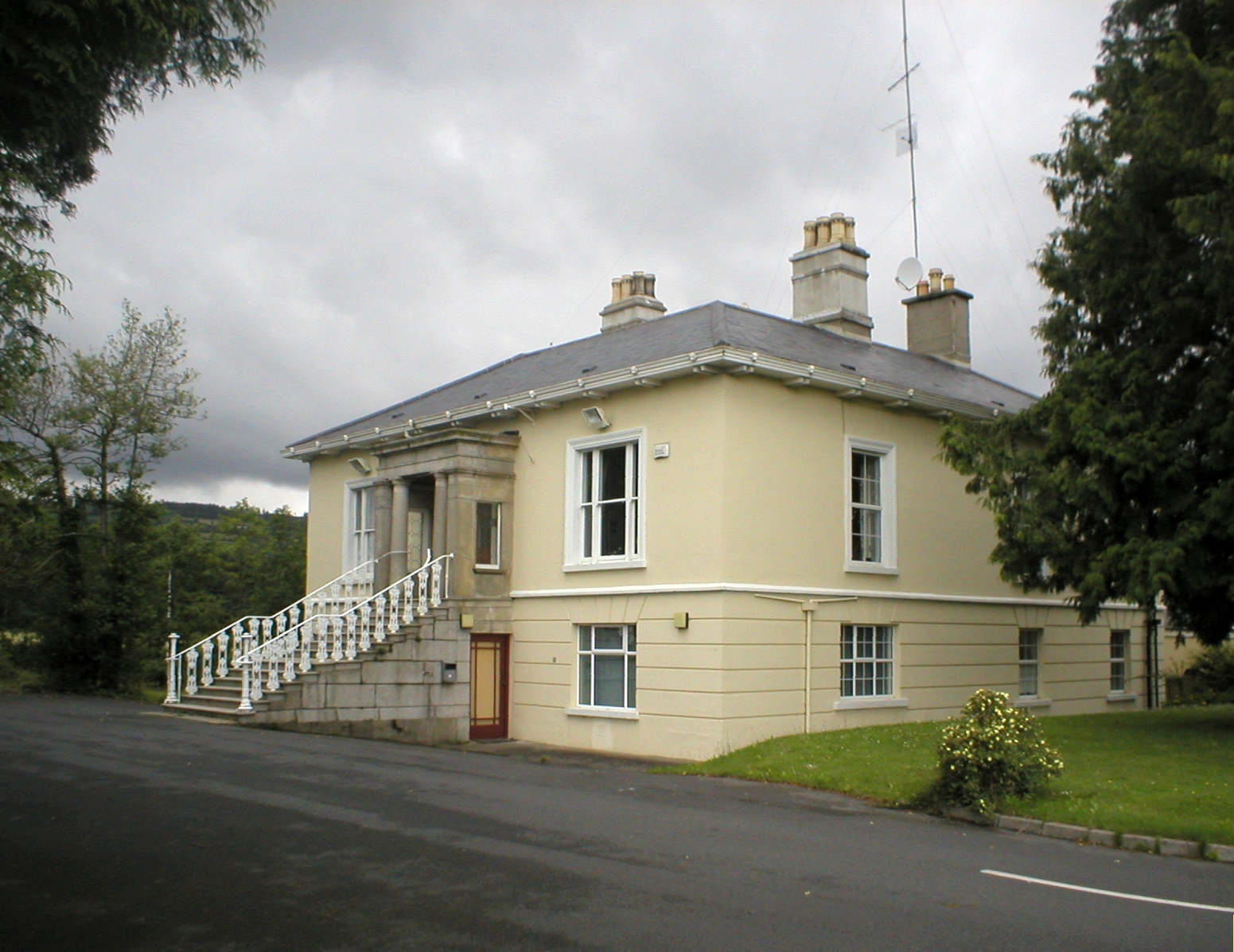